# ギタリストの一覧
ギタリストの一覧（ギタリストのいちらん）は、Wikipedia日本語版に記事のある、ギターを演奏する音楽家の一覧。なお、コンサートやミュージック・ビデオのみでギターを演奏する場合は除き、レコーディングに参加していることを満たしている場合のみ記載。

## 海外
イギリス
| - ゲム・アーチャー - トニー・アイオミ - マイケル・アモット - イアン・アンダーソン - イアン・A・アンダーソン - スチュアート・アダムソン - ポール・アレンダー - スティーヴン・ウィルソン - ポール・ウェラー - ロン・ウッド（ローリング・ストーンズ） - ジョン・ウィリアムス - ピート・ウィリス - ブルース・ウェルチ - ロイ・ウッド - トム・エヴァンズ (ミュージシャン) - ジョン・エサリッジ - デイヴ・エドモンズ - リッチー・ジェームス・エドワーズ - ミック・エイブラハムズ - ディコン・エドワーズ - エド・オブライエン - デヴィッド・オリスト - ローランド・オーザバル - マイク・オールドフィールド - ケリー・オケレケ - ヤニック・ガーズ - マーク・ガードナー - エイドリアン・ガーヴィッツ - フィリップ・カテリーン - ノエル・ギャラガー - ヴィヴィアン・キャンベル（シン・リジィ） - フィル・キャンベル - デヴィッド・ギルモア - ボブ・キャセール - グレアム・グールドマン - スティーヴ・クラーク - エリック・クラプトン - ピーター・グリーン - ジョニー・グリーンウッド - ゲイリー・グリッター - ロル・クレーム - ジェイミー・クック - ミック・グラバム - ミック・グリーン - デイヴィ・グレアム - デイヴ・グレゴリー - クレム・クレムソン - ヒュー・コーンウェル - グレアム・コクソン - レイチェル・ゴスウェル - エルヴィス・コステロ - ジャーヴィス・コッカー - ブライアン・ゴディング - マーティン・ゴア - ガスリー・ゴーヴァン - ポール・コゾフ - ジョン・ゴム - フィル・コリン | - ジョン・サイクス（元シン・リジィ） - アンディ・サマーズ - バーナード・サムナー - ビッグ・ジム・サリヴァン - ジャッコ・ジャクジク - ローレンス・ジューバー - スティーヴ・ジョーンズ - ブライアン・ジョーンズ（元ローリング・ストーンズ） - ミック・ジョーンズ (ザ・クラッシュ) - ミック・ジョーンズ (フォリナー) - ウィルコ・ジョンソン - ジョン・シム - ロニー・ジョーダン - リチャード・シンクレア - ジョン・スクワイア - エリック・スチュワート - デイヴ・スチュワート - ロッド・スチュワート - ビル・スティアー - アンディ・スニープ - クリス・スペディング - エイドリアン・スミス - ヘイミッシュ・スチュアート - トミー・スティール - ロバート・スミス (ミュージシャン) - スラッシュ (ミュージシャン) - K・K・ダウニング - ピート・タウンゼント（ザ・フー） - ブラム・チャイコフスキー - デイヴ・デイヴィス - グレン・ティプトン - ニール・テイラー (ギタリスト) - ミック・テイラー（元ローリング・ストーンズ） - アダム・デヴリン - ピート・ドハーティ - クリス・ドレヤ - ロビン・トロワー - リチャード・ドーソン (音楽家) - サム・トットマン - リチャード・トンプソン (ミュージシャン) - コリン・ニューマン - グラント・ニコラス - ビル・ネルソン (ミュージシャン) - マーク・ノップラー | - チャーリー・バーチル - アンディ・パートリッジ - スティーヴ・ハケット - シャーロット・ハザレイ - パッセンジャー (歌手) - バット・フォー・ラッシーズ - バーナード・バトラー - ピート・ハム - カール・バラー - ジョージ・ハリスン（元ザ・ビートルズ） - ダーニ・ハリスン - ニール・ハルステッド - オリー・ハルソール - シド・バレット - ロイ・ハーパー - スティーヴ・ハウ - ジョニー・バックランド - ピーター・ハミル - ピーター・バンクス - ポール・バンクス - ジム・ビーティ - マーク・ヒウィンズ - スティーヴ・ヒレッジ - エリック・フォークナー - リッチー・ブラックモア - ジェームス・ディーン・ブラッドフィールド - ピーター・フランプトン - ロバート・フリップ - ビリー・ブレムナー - ジュリアン・ブリーム - アンソニー・フィリップス - アンディ・フェアウェザー・ロウ - フレッド・フリス - ジミー・ペイジ（元レッド・ツェッペリン） - ジェフ・ベック - マシュー・ベラミー - エリック・ベル（元シン・リジィ） - パイ・ヘイスティングス - クライヴ・ベイリー - デレク・ベイリー - ルーク・ヘインズ - チャールズ・ヘッジャー - アレッサンドロ・ベンチュレラ - ジャスティン・ホーキンス - ダン・ホーキンス - アラン・ホールズワース - ジェイムス・ボーン - ブライアン・ホッパー - マーク・ボラン - スノウィー・ホワイト（元シン・リジィ） - カルロス・ボーネル - ダグ・ボイル - デニス・ボーヴェル - デイヴ・ボール - アンドリュー・ホワイト (ギタリスト) - ピーター・ホワイト | - ポール・マッカートニー（元ザ・ビートルズ） - ジョニー・マー - ハンク・マーヴィン - バーニー・マースデン - クリス・マーティン - デイヴ・マーレイ - ジミー・マカロック - ベン・マシューズ - ジョン・マッギオーク - パット・マッグリン - スティーヴ・マリオット - フィル・マンザネラ - ジョン・マーティン (ミュージシャン) - ミルトン・マクドナルド - ジョン・マクラフリン - ジョン・ミッチェル (ミュージシャン) - フィル・ミラー - トム・ミッシュ - ドミニク・ミラー - ゲイリー・ムーア（元シン・リジィ） - ミッキー・ムーディ - ブライアン・メイ - ジョン・メイオール - ルーク・モーリー - ブライアン・モルコ - アレックス・ヤング - スティーヴ・ヤング - バート・ヤンシュ - ミッジ・ユーロ - トム・ヨーク - ヴィニ・ライリー - マイク・ラザフォード - デイヴィッド・ラッセル - アルバート・リー - ジェイムス・リザーランド - キース・リチャーズ（ローリング・ストーンズ） - ジェフ・リン - ハーマン・リ - ジェフリー・リチャードソン - マイク・ルイス - デニー・レイン - キース・レヴィン - レックス・オレンジ・カウンティ - ジュリアン・レノン - ジョン・レノン（元ザ・ビートルズ） - グレッグ・レイク - ノエル・レディング - ジョン・レンボーン - ブライアン・ロバートソン（元シン・リジィ） - アラン・ロングミュアー - ミック・ロンソン - レイ・ロイヤー |

アメリカ合衆国
| - アイアン・アンド・ワイン - フランク・アイイアロ - アーニー・アイズレー - スティーブ・アシェイム - トム・アダムス - チェット・アトキンス - アンディ・アロー - ビリー・ジョー・アームストロング - ロン・アシュトン - ダグ・アルドリッチ - スティーヴ・アルビニ - クリス・アレン - アレン・ハインズ - マイケル・アンジェロ - ケン・アンドリュース - イ・ジンジュ (ギタリスト) - ジェームス・イハ - エリオット・イングバー - クリス・インペリテリ - スヌークス・イーグリン - ジャスティン・ヴァーノン - カール・ヴァーヘイエン - スティーヴ・ヴァイ - ニック・ヴァレンシ - エドワード・ヴァン・ヘイレン - ブラッド・ウィットフォード - ジョイ・ヴィラ - ジェームズ・ウィリアムソン - カール・ウィルソン - ドン・ウィルソン - ヴィニー・ヴィンセント - ジーン・ヴィンセント - ジョニー・ウィンター - レスリー・ウェスト - エディ・ヴェダー - ザッキー・ヴェンジェンス - ブッチ・ウォーカー - ジョー・ウォルシュ - トミー・ウォルター - トニー・ヴィスコンティ - ルシンダ・ウィリアムス - ボビー・ウーマック - アレン・ウェスト (ギタリスト) - ブライアン・ウェルチ - T-ボーン・ウォーカー - フィリップ・ウォーカー - マディ・ウォーターズ - ジミー・ヴォーン - スティーヴィー・レイ・ヴォーン - アレックス・ウルフ - ナット・ウルフ - グレッグ・エドワーズ - ノーキー・エドワーズ - ジャック・エンディノ - リュー・エアーズ - スリーピー・ジョン・エスティス - クリス・エルドリッジ - バック・オーウェンス - マーク・オオクボ - ジョン・オーツ - バズ・オズボーン - シャヴォ・オダジアン - レイ・オビエド - グレッグ・オールマン - デュアン・オールマン - ジョシュ・オム - ジューン・カーター・キャッシュ - ジェシー・カーマイケル（マルーン5） - バディ・ガイ - カイル・ガス - デニス・ガン - トレイシー・ガンズ - シャノン・カーフマン - ジェリー・カントレル - ジョニー・キャッシュ - ブルース・キューリック - ボブ・キューリック - ポール・ギルバート - ギター・スリム - サム・キム - エヴァ・キャシディ - テリー・キャス - グレン・キャンベル - デイヴィッド・キューニング - ブラッド・ギルス - アール・キング - アルバート・キング - カーキ・キング - クリス・トーマス・キング - ケリー・キング（スレイヤー、元メガデス） - ジャスティン・キング - フレディ・キング - W.C.クラーク - ロブ・クラーリ - ウェイン・クランツ - デビッド・グリアー - ジェイムス・グリフィン - Ernie Cruz Jr. - ダン・クレアリー - ロバート・クレイ - ジェイ・グレイドン - ジミー・クレスポ - スティーヴ・クロッパー - ライ・クーダー - エズラ・クーニグ - リヴァース・クオモ - ギルビー・クラーク - レニー・クラヴィッツ - デヴィッド・グラブス - ロビー・クリーガー - ジョシュ・クリングホッファー - アール・クルー - シェリル・クロウ - デイヴ・グロール - ロビン・クロスビー - シニスター・ゲイツ - エリック・ゲイル - キャロル・ケイ - J・J・ケイル - ブライアン・ケスラー - トミー・ゲレロ - ダニー・コーチマー - ロニー・コックス - エリザベス・コットン - アルバート・コリンズ - スティーブ・コンテ - ブルース・ゴウディ - ニーナ・ゴードン - スコット・ゴーハム（シン・リジィ） - ジョニー・コーラ - ストーン・ゴッサード - リッチー・コッツェン - カート・コバーン | - ニール・ザザ - THE CHARM PARK - ヒューバート・サムリン - ロビン・ザンダー - ポール・サイモン - フランク・ザッパ - ジョー・サトリアーニ - スティーヴィー・サラス - カール・サンダース（ナイル） - ジョニー・サンダース - カルロス・サンタナ - ジョーイ・サンティアゴ - リッチー・サンボラ - ジョー・サウス - クリス・シーリ - ジェームズ・シェイファー - エルモア・ジェームス - カート・ジェームズ - ブラインド・レモン・ジェファーソン - ポール・シニガル - ウォルター・Q・ジャクソン - ティト・ジャクソン - マット・シュルツ - ロイ・Z - ジョーン・ジェット - パトリック・シモンズ - アル・ジャーディン - マイケル・ジャクソン - チャック・シュルディナー - トミー・ショウ - ローウェル・ジョージ - ニール・ショーン - トム・ジョンストン - エリック・ジョンソン - カルロス・ジョンソン - ブラインド・ウィリー・ジョンソン - ロバート・ジョンソン - ジェイソン・スーコフ - アレックス・スコルニック - ウェイン・スタティック - ポール・スタンレー - スティーヴ・スティーヴンス - スティーヴン・スティルス - ダリル・ステューマー - イジー・ストラドリン - フィービ・スノウ - バリー・スパークス - ブルース・スプリングスティーン - エリオット・スミス - ヒレル・スロヴァク - ジョン・スコフィールド - ランディ・スクラッグス - パトリック・スタンプ - ベッカ・スティーヴンズ - ノエル・ポール・ストゥーキー - フランツ・ストール - ボブ・スポルディング - スチュアート・スミス - スラッシュ - デイヴ・セイボ - トミー・セイヤー - チャーリー・セクストン - ブライアン・セッツァー - マーク・セント・ジョン - マイケル・センベロ - ドイル・ダイクス - ラルフ・タウナー - アーネスト・タブ - ジョン・マイケル・タルボット - アイク・ターナー - チェイス・ダーノー - チャーリー・ダニエルズ - ダイムバッグ・ダレル - ビル・チャンプリン - ジェシ・エド・デイヴィス - アンディ・ティモンズ - ハウンド・ドッグ・テイラー - ディック・デイル - J・ティルマン - C・C・デヴィル - ジェームズ・デュヴァル - リック・デュファイ - リック・デリンジャー - DJアシュバ - キム・ディール - ケリー・ディール - タイ・テイバー - ボブ・ディラン - ジョニー・デップ - ウォーレン・デ・マルティーニ - グレッグ・デュリ - ブラッド・デルソン - ブラッド・デルプ - トム・デロング - ダラス・トーラー＝ウェイド - デヴィッド・トーン - ジェリー・ドナヒュー (ギタリスト) - デレク・トラックス - レイ・トロ - ジョー・トローマン - ドクター・キャピタル - タニヤ・ドネリー - ミック・トムソン - マイク・ネスミス - ビリー・ネルソン - デイヴ・ナヴァロ - テッド・ニュージェント | - レイ・パーカー・ジュニア - ディーン・パークス - ジェームズ・バートン - ドリー・パートン - クリッシー・ハインド - グレッグ・ハウ - チャーリー・パットン - ジミー・バフェット - カーク・ハメット（メタリカ） - ジョン・P・ハモンド - エミルー・ハリス - ジェシー・ハリス - ポール・バリソン - ジェームス・バレンタイン（マルーン5） - ポール・バンクス - クリスティン・ハーシュ - グラント・ハート - ベン・ハーパー - ダン・パーマー - ジェフ・バクスター - バケットヘッド - リンジー・バッキンガム - ジュリアナ・ハットフィールド - ジェニファー・バトゥン - ロスタム・バトマングリ - ローズマリー・バトラー - スチュアート・ハム - アルバート・ハモンドJr. - 原田洋二郎 (タトゥーアーティスト) - ジェフ・ハンネマン - レブ・ビーチ - マシュー・キイチ・ヒーフィー - エルヴィン・ビショップ - アル・ピトレリ（元メガデス） - マイケル・リー・ファーキンス - ジミー・ファロン - リチャード・フォータス - ロベン・フォード - アール・フッカー - ジョン・リー・フッカー - アリソン・ブラウン - クラレンス・"ゲイトマウス"・ブラウン - ポール・ブラウン (ミュージシャン) - ドイル・ブラムホール2世 - ジェイソン・フリース - マーティ・フリードマン（元メガデス） - ラス・フリーマン - トリスタン・プリティマン - エイドリアン・ブリュー - ノーマン・ブレイク - ラーズ・フレデリクセン - ボブ・ブロズマン - デヴィッド・ブロムバーグ - ブルース・フェアウェザー - ドン・フェルダー - リタ・フォード - ジョン・フォガティ - スタン・ブッシュ - リッチー・フューレイ - グレン・フライ - ブラック・フランシス - エディ・ブリケル - ビル・フリゼール - プリンス - ジョン・フルシアンテ - マイク・ブルームフィールド - ブラインド・ブレイク - エース・フレーリー - クリス・ブロデリック（元メガデス） - エタ・ベイカー - エディ・ヘイゼル - ヴィクター・ベイリー - ジェイソン・ベッカー - マイケル・ヘッジス - ジョン・ペトルーシ - マーク・ベノ - リッチー・ヘブンス - ロバート・ベリー - ルリー・ベル - トニー・ペルーソ - ジョージ・ベンソン - スコット・ヘンダーソン - サミー・ヘイガー - クリス・ヘイズ - ウォルター・ベッカー - ディッキー・ベッツ - ヌーノ・ベッテンコート - ジェイムズ・ヘットフィールド（メタリカ） - エル・ヘフェ - ジョー・ペリー - チャック・ベリー - ジミ・ヘンドリックス - アーニー・ボール - レス・ポール - ジミー・ホーン - ライトニン・ホプキンス - ジェイソン・ホワイト - ボブ・ボーグル - タイラー・ポージー - ウェス・ボーランド - デクスター・ホーランド - トミー・ボーリン - ボ・ディドリー - ジョー・ボナマッサ - バディ・ホリー - クラレンス・ホワイト - ジャック・ホワイト - ジョン・ボン・ジョヴィ - ジェリー・ホートン | - アリク・マーシャル - トニー・マカパイン - ブラインド・ウィリー・マクテル - マジック・サム - アンディ・マッキー - ラニ・マッキンタイア - ブライアン・マックナイト - タジ・マハール - ミック・マーズ - スコット・マーフィー - ジェリー・マギー - ジャック・マクダウエル - カントリー・ジョー・マクドナルド - ジョン・マクフィー - ヒュー・マクラッケン - マイク・マクレディ - ロジャー・マッギン - ダロン・マラキアン - アマンダ・ミシェルカ - ブレイク・ミルズ - ラウル・ミドン - スコティ・ムーア - ヴィニー・ムーア - ジョン・ムーニー - ベン・ムーディー - デイヴ・ムステイン（メガデス、元メタリカ） - ジョン・メイドフ - ジョン・メイヤー - ジム・メッシーナ - エリック・メルヴィン - カーティス・メイフィールド - ケブ・モ - アラン・モーズ - ベン・モンダー - スティーヴ・モーズ - ニール・モーズ - ボブ・モールド - トム・モレロ - ロニー・モントローズ - 山口雅也 - ピーター・ヤロー - トーマス・ヤングブラッド - ギャン・ライリー - パトリック・ラックマン - オーティス・ラッシュ - C・J・ラモーン - アレックス・ランバート - トレヴァー・ラビン - コートニー・ラブ - ジョニー・ラモーン - マイケル・ランドウ - サニー・ランドレス - エイモス・リー - ヴァーノン・リード - ジミー・リード - マーク・リボー - ジェイク・E・リー - アート・リンゼイ - ジョージ・リンチ - デヴィッド・リンドレー - スマイリー・ルイス - J.B.ルノア - ヘザー・ルイス - ジェフ・ルーミス - スティーヴ・ルカサー - ジョン・ルコンプ - リンク・レイ - ボニー・レイット - ショーン・レイン - アダム・レヴィーン - バーニー・レドン - ショーン・レノン - ジョン・レズニック - レッドベリー - トミー・ロウ - コーディ・ロヴァース - カート・ローゼンウィンケル - チャック・ローブ - ロバート・ロックウッド・ジュニア - ハワード・ロバーツ - フェントン・ロビンソン - フレディ・ロビンソン - トリニ・ロペス - マイケル・ロメオ - ブラッキー・ローレス - カール・ローガン - ランディ・ローズ - ナイル・ロジャース - タオ・ロドリゲス＝シーガー - オマー・ロドリゲス・ロペス - ウォルター"ウルフマン"ワシントン - ジョニー・"ギター"・ワトソン - ドク・ワトソン - ザック・ワイルド - ワディ・ワクテル - ディック・ワグナー - ジェフ・ワトソン (ギタリスト) |

その他
| - ロード・アーリマン - クリストファー・アモット - マイケル・アモット - クリスチャン・アルヴェスタム - マーク・アントワン - セルジオ・アサド - ローリンド・アルメイダ - ウィリアム・アッカーマン - ハインリヒ・アルベルト - キース・アーバン - ビョーン・イエロッテ - クリスティアン・ヴォーリン - ロベール・ド・ヴィゼー - ヴィレ・ヴァンニ - マルクス・ヴァンハラ - エンプ・ヴオリネン - マルコス・ヴァーリ - カエターノ・ヴェローゾ - マイケル・ヴァイカート - デリック・ウィブリー - ニクラス・エンゲリン - トミー・エマニュエル - フィル・エマニュエル - ミカエル・オーカーフェルト - アンダース・オズボーン - ステファン・オルスダル - フランソワ・オヴィド - トニーニョ・オルタ - ピーター・オマラ - アナ・カラン - ベッチ・カルヴァーリョ - ミヒャエル・カローリ - ヨナス・キェルグレン - ダニエル・ギルデンロウ - フランク・ギャンバレ - アレクザンダー・クオファラ - マティアス・クピアイネン - ディーター・クライトラー - リヒャルト・Z・クルスペ - チャド・クルーガー - マレー・クック - ペール・ゲッスル - セルジュ・ゲンスブール - サシャ・ゲルストナー - ティモシー・ケイン - ナポレオン・コスト - ジム・コアー（ザ・コアーズ） - ドミニク・ゴーモン - ニコラ・ゴダン - トミ・コイヴサーリ | - ペッテリ・サリオラ - サモス - ルイザ・サア - シャグラット - エグベルト・ジスモンチ - ジルベルト・ジル - ジョアン・ジルベルト - アドリアーノ・シントラ - マイケル・シェンカー - ルドルフ・シェンカー - ステファニー・ジョーンズ - シレノス - ヤニ・ステファノヴィック - ティム・スコルド - ミカエル・スタンネ - ヤニ・ステファノヴィック - ロイネ・ストルト - イェスパー・ストロムブラード - ダン・スワノ - ニクラス・スンディン - ムハンマド・スイスメズ - イェラン・セルシェル - ロン・セクスミス - ニック・セスター - マルセル・ダディ - デヴィン・タウンゼンド - リック・ダンコ - ピーター・テクレン - ローラン・ディアンス - チアゴ・デラ・ヴェガ - アンディ・デリス - マット・ティーセン - フレドリック・トーデンダル - ギ＝マニュエル・ド・オメン＝クリスト - マルクス・トイヴォネン - ティモ・トルキ - トゥッカ - ミヒャエル・トレスター - ジュリー・ドワロン - クレイグ・ニコルズ - ジョン・ノーラム - ジョン・ノトヴェイト - フレドリック・ノルドストローム | - ヨンシー・バーギッソン（シガー・ロス） - バーデン・パウエル - ハファエル・ハベーロ - カロリーナ・パラ - ブリクサ・バーゲルト - アレクサンダー・ハッケ - カイ・ハンセン - ウィン・バトラー - コートニー・バーネット - オリアンティ・パナガリス - アンダース・ビョーラー - リシャール・ピナス - ザシャリー・ヒエタラ - サシャ・ピート - ライアン・ピーク - ジェフ・ヒーリー - ディーン・ブラウン - ハッセ・フレベリ - イダ・プレスティ - マニタス・デ・プラタ - ツォーマス・プランマン - ヴィレ・フリマン - フィル・X - スー・フォーリー - マーティン・ヘンリクソン - ピエール・ベンスーザン - ヘイター・ペレイラ - ジークフリート・ベーレント - アクセル・ルディ・ペル - エサ・ホロパイネン - ノエル・ホーガン（クランベリーズ） - ホジーニャ・ジ・ヴァレンサ - ジョアン・ボスコ - ロー・ボルジェス - キー・マルセロ - イングヴェイ・マルムスティーン - マルコ・マントヴァーニ（ホープス・ダイ・ラスト） - ルイージ・マグリオッカ（ホープス・ダイ・ラスト） - ヤリ・マーエンパー - アンディ・マッコイ - アン・マレー - オロフ・モルク - エリック・モングレイン - ダニエル・モングレイン | - パトリック・ヤンセン - ニール・ヤング - アンガス・ヤング - ジョージ・ヤング (ミュージシャン) - マルコム・ヤング - グレン・ユングストローム - トミ・ヨーツセン - アレクサンドル・ラゴヤ - ジョゼフ・ラインハルト - ビレリ・ラグレーン - アレキシ・ライホ - ローペ・ラトヴァラ - クリスティアン・ランタ - パウル・ランダース - アレックス・ライフソン - ヨハン・リーヴァ - トーマス・リンドバーグ - ヤニ・リーマタイネン - ペトリ・リンドロス - オリバー・リーデル - フレデリク・ルクレール - キコ・ルーレイロ - オーラフ・レンク - アナ・レゼンデ - ダニエル・ロステン - ミヒャエル・ローター - ウリ・ジョン・ロート - ジーノ・ロート - ロックン・ロルフ - ボブ・ロック - ロビー・ロバートソン |

## 日本
| - Aiji - 葵 - 青木裕 - AKIHIDE - 秋山智江 - 浅井健一 - ASAKI - 浅野孝已 - ASKA - 安達久美 - 足立祐二 - a2c（MintJam） - 安部俊幸 - アベフトシ - 阿部保夫 - 天野清継 - 天野花 - AYANO! - 鮎川誠 - 荒島弘樹 - 有山じゅんじ - ALEX - 淡谷幹彦 - 安宅美春 - Anchang - 安藤まさひろ - アントニオ古賀 - 飯塚昌明 - 五十嵐隆 - 五十嵐美貴 - 猪狩秀平 - 石井完治 - 石井ヒトシ - 石井裕 - 石川鷹彦 - 石田ショーキチ - 石間秀機 - いしわたり淳治 - 泉谷しげる - 伊勢正三 - 和泉聡志 - IZUMI - 市川祥治(cherry boys 水樹奈々のサポートメンバー) - いちむらまさき - Ichiro - いであやか - 伊藤一朗 - 伊藤銀次 - 伊藤賢一 - 伊藤多賀之 - 稲月彩 - 井上堯之 - 井上銘 - 井上裕治 - 井上陽水 - INORAN - 伊平友樹 - 今井寿 - いまみちともたか - 忌野清志郎 - 岩井勇一郎 - 岩沢厚治 - 岩崎貴文 - 岩瀬敬吾 - 岩寺基晴 - 植木等 - 植田尚樹 - 魚住有希 - 内橋和久 - 浮雲 - 内田勘太郎 - 内山田洋 - 宇都宮隆 - 畝沖修司 - 海 - 麗 - ウルフルケイスケ - エース清水長官(現・ACE) - 江口雄也 - エディ藩 - エド山口 - 王様 - 大石吾朗 - 大石昌良 - 大江慎也 - 大澤定永 - 大澤直樹 - 大田紳一郎 - 大谷令文 - 大瀧詠一 - 大塚紗英 - 大野真澄 - 大野秀貴 - 大萩康司 - 大橋卓弥 - 大橋彰彦 - 大橋勇武 - 大橋節夫 - 大橋トリオ - 大原櫻子 - 大村憲司 - 大村孝佳 - 大森隆志 - 大森信和 - 大森靖子 - 大森元貴 - 大矢茂 - 大渡亮 - 大萩康司 - 大内慶 - 大木雄司 - 大槻啓之 - 大友良英 - 大和田崇 - 大前孝太郎 - おおはた雄一 - オオヤギヒロオ - オダクラユウ - 岡平健治 - 岡本圭人 - 岡本健一 - 岡本仁志 - 岡本晃弦 - 岡崎倫典 - 沖井礼二 - 沖仁 - 沖聡次郎 - 奥田健治 - 奥田健介 - 奥田民生 - 奥野敦子 - OZA - 尾崎世界観 - 尾崎豊 - 尾崎武士 - 尾崎博志 - 長田カーティス - 長田進 - 長田タコヤキ和承 - 押尾コータロー - 織田哲郎 - 小川幸慈 - 小倉博和 - 小倉昌浩 - 小倉良 - 小沢健二 - 小澤正澄 - 小沼ようすけ - 小野武正 - 小野眞一 - 小野瀬雅生 - 小山田圭吾 - 小川悦司 (ミュージシャン) - 小川銀次 - 小川よしあき - 小熊英二 - 小笹大輔 - 小島大介 - 小田孝 - 小原聖子 | - 薫 - 梶原順 - KAZ - 華月 - KAZUMA - 加瀬邦彦 - 加瀬竜哉 - 片岡健太 - 片桐勝彦 - 片平里菜 - 葛城哲哉 - 加藤和彦 - 角松敏生 - ガンダーラ・サンゲリア・チグリス・ユーフラテス金子 - 加橋かつみ - 鎌田浩二 - 鎌田ジョージ - かまやつひろし - 神長弘一 - 加茂フミヨシ - 嘉門達夫 - 川谷絵音 - 加山雄三 - 狩姦 - 河内淳一 - 川崎燎 - 川竹道夫 - 菊地英昭 - 如月なつき - 岸部眞明 - 北川悠仁 - 北島健二 - 吉川晃司 - 橘高文彦 - 木根尚登 - 木下尊惇 - 木下理樹 - 木村世治 - 木村大 - 木村拓哉 - 木村好夫 - KIYOSHI - 清須邦義 - 草野マサムネ - 久保田洋司 - 倉田冬樹 - 車谷浩司 - 黒沢健一 - 黒澤久雄 - 黒沢秀樹 - 桑田佳祐 - KEN（元ZI:KILL、元Crybaby） - ken（L'Arc〜en〜Ciel） - 小池徹平 - 小池雅也 - 河口修二 - 木暮武彦 - 木暮晋也 - Közi - 古賀隼斗 - 古賀政男 - 古賀森男 - 後藤晃宏 - 後藤康二 - 小名川高弘 - 小林信一 - 小林太郎 - 小渕健太郎 - 小堀浩 - 小松久 - 小松素臣 - 五味孝氏 - 小室哲哉 - 小室等 - KOYUKI - 是方博邦 - 是永巧一 - 金剛地武志 - GONGON - 今剛 - 斉藤和義 - 斎藤誠 - 阪井一生 - 酒井俊光 - 坂崎幸之助 - 坂元昭二 - 坂本慎太郎 - 桜井青 - 桜井和寿 - 桜井秀俊 - 櫻田政人 - 佐々木”コジロー”貴之 - 笹島明夫 - さだまさし - 佐藤晃 - 佐藤克彦 - 佐藤公彦 - 佐藤宣彦 - 佐野元春 - 佐橋佳幸 - 鮫島巧 - 沢田泰司 - 椎名和夫 - 椎名林檎 - ジェイル大橋代官(現・大橋隆志) - ジェームス藤木 - 屍忌蛇 - 篠原由美子 - 柴崎浩 - 渋谷すばる - 島英二 - 島紀史 - 清水昭男 - 清水依与吏 - 清水武仁 - ジャントニオ・ババヤシ - 潤 - 城島茂 - 荘村清志 - SCHON - ジョニー大倉 - 白井良明 - 白浜久 - Shinji - 新藤晴一 - SHINPEI - スガシカオ - 菅波栄純 - 菅原夕 - 杉浦タカオ - 杉浦太雄 - SUGIZO - 杉田二郎 - 杉元一生 - 杉本善徳 - 杉本眞人 - 杉山39 - 杉山洋介 - 鈴木賢司 - 鈴木茂 - 鈴木俊介 - 鈴木Daichi秀行 - 鈴木トオル - 鈴木英俊 - 鈴木康博 - 鈴木康志 - SUSSY - SUNAO - 住岡梨奈 - 澄田健 - 瀬上純 - 瀬賀倫夫 - ZENTA - 関将 - 関口シンゴ - 関口誠人 - 瀬名俊介 - 曾我泰久 - 曽我部和恭 - 曽我部恵一 - 外園一馬 - Solaya - ソンコ・マージュ | - Die - DAITA - 高井寿 - 高崎晃 - 高木ブー - 高田真理 - 高中正義 - 高浪敬太郎 - 高野京介 - 高橋諭一 - 高見沢俊彦 - 高柳昌行 - TAKAYO - 田川伸治 - 瀧川一郎 - 田口達也 - 匠(sukekiyo) - TAKUYA（元JUDY AND MARY） - TAKUYA（Kneuklid Romance） - TAKURO - 武内享 - 竹内朋康 - 武沢豊 - 竹田和夫 - 竹中俊二 - 田島貴男 - tatsuo - たつや◎ - 田中一郎 - 田中公平 - 田中ヤコブ - 田邊駿一 - 谷口鮪 - 谷本光 - 田端義夫 - 田原健一 - 田渕ひさ子 - 玉置浩二 - ダミアン浜田(サタン45世)殿下(現・陛下) - 田村次郎 - 千聖 - 知久寿焼 - チチ松村 - 千葉和臣 - チバユウスケ - Char - Chage - 千代正行 - 町支寛二 - 塚本功 - 告井延隆 - 辻仁成 - 土屋公平 - 土屋昌巳 - 常富喜雄 - 津本幸司 - つんく♂ - TK - t-kimura - T-cophony - DSK - 手島いさむ - TETSUNARI - 寺内タケシ - 寺中友将 - dEnkA - 堂島孝平 - 堂本剛 - TOSHI - 智平 - トム兼松 - Tom-H@ck - 鳥塚しげき - 鳥山雄司 - 直枝政広 - 仲井戸麗市 - 長尾大 - 中川イサト - 中澤寛規 - Nakajin - 長瀬智也 - 長瀬実夕 - 永友聖也 - Nakanoまる - 中野督夫 - 長渕剛 - 中間英明 - 中牟田俊男 - 中村修司(cherry boys 水樹奈々のサポートメンバー) - 中村裕介 - 仲本工事 - ナカヤマアキラ - 中山加奈子 - 成田昭次 - 成毛滋 - 鳴海寛 - 新山詩織 - 西内まりや - 西川進 - 西川貴教 - 錦戸亮 - 西沢幸奏 - 西野やすし - 西村朝香 - 西村晋弥（シュノーケル） - 西山毅 - 根本要 - 野口五郎 - の子 - 野沢直子 - 野島昭生 - 野村義男 - 野呂一生 - 博多めぐみ - 萩原健也 - 萩原健一 - 萩原健太 - はしだのりひこ - 橋本絵莉子 - 長谷川きよし - PATA - はたけ - パッパラー河合 - 花田裕之 - 濱田圭 - 浜田省吾 - HARUNA - 春畑道哉 - 葉山たけし - 原田喧太 - PANTHER - HISASHI - 土方隆行 - 日高富明 - HIDE - 氷室京介 - 平沢進 - 平松俊紀 - ヒラマミキオ - HIRO - 日渡奈那 - 福田進一 - 福原将宜 - 福山雅治 - 藤井謙二 - 藤井フミヤ - 藤井麻輝 - 藤岡幹大 - 藤田浩一 - フジタユウスケ - 藤本泰司 - 藤原基央 - 船木浩行 - 古川登志夫 - 古川昌義 - 古村大介 - ブラボー小松 - 古市コータロー - 辺見さとし - 芳志戸幹雄 - 星勝 - 星野源（元SAKEROCK） - 星野英彦 - 布袋寅泰 - 堀威夫 - 堀内護 - 本田毅 | - マイキ - 牧野元昭 - マサ小浜 - MASASHI - 間島和伸 - 真島昌利 - 増尾好秋 - 増川弘明 - 増崎孝司 - 益田正洋 - 町田直隆 - 松井祐貴 - 松尾一彦 - 松尾俊介 - 松尾宗仁 - 松木恒秀 - 松川敏也 - 松原正樹 - 松本江里子 - 松本タカヒロ - 松本孝弘（B'z） - 松山千春 - 真戸原直人 - Mana - 真鍋吉明 - 招鬼 - MAMI - 丸山史朗 - 丸山正剛 - 水野良樹 - 水谷公生 - 光村龍哉 - 南こうせつ - 三根信宏 - 峯田和伸 - 三原綱木 - 三原康可 - 三宅伸治 - 宮澤茉凜 - 宮路オサム - 宮路一昭 - MIYAVI - 宮内和之 - 宮崎たかし - 宮永治郎 - 宮之上貴昭 - 三好誠 - 三輪テツヤ - 向井秀徳 - 村上啓介 - 村治佳織 - 村治奏一 - 村下孝蔵 - 村田純 - 村松邦男 - 室姫深 - MEG - モト冬樹 - 森純太 - 森山直太朗 - 森本太郎 - 森若香織 - 矢井田瞳 - 八木沼悟志 - 八島順一 - 安田章大 - 安田裕美 - 谷田部憲昭 - 矢萩渉 - 矢吹俊郎 - 山内彰馬 - 山岸潤史 - 山口一郎 - 山口憲一 - 山口冨士夫 - 山崎あおい - 山崎ハコ - 山崎まさよし - 山下和仁 - 山下達郎 - 山下亨 - 山下穂尊 - 山田海斗 - 山田直毅 - 大和邦久 - 山村隆太 - 山本恭司 - 山本聡 - 山本精一 - 湯浅将平 - you - yui（FLOWER FLOWER） - YUKI（結城雅彦） - Yukihide "YT" Takiyama - 養父貴 - 横内章次 - 横関敦 - 横山健 - 横山裕 - 横内タケ - 吉兼聡 - 吉井和哉 - 吉田サトシ - 吉田次郎 (音楽家) - 吉田拓郎 - 吉村秀樹 - 吉村瞳 - 吉本潮 - よしだよしこ - 吉川忠英 - 吉川哲夫 - 吉沢洋治 - 吉田菫 - 吉田拓郎 - 米川英之 - LIKI - Sgt.ルーク篁III世参謀 - ルイズルイス加部 - Rei - Revo - ROLLY - Li-sa-X - Linia - 龍藏 - 劉智秀 - 玲央 - RENO - ろまん西野 - WARZY - 若井滉斗 - 和田アキラ - 和田弘 - 和田唱 - 鷲崎健 - 渡辺幹男 - 渡辺ユーキ - 渡辺香津美 - 渡辺格 - 綿貫正顕 - 四月朔日義昭 - 渡部真也 |